# 獅子航空
獅子航空（英語：Lion Air，IATA代碼：JT，ICAO代碼：LNI），又称印尼狮航，是印度尼西亞的一家民營航空，專門服務於東南亞如印度尼西亞、馬來西亞、新加坡；中東地區的國家如沙烏地阿拉伯以及澳大利亞等地之間的航線。其總部設在雅加達蘇卡諾-哈達國際機場，次要轉運點是泗水朱安達國際機場及巴厘岛伍拉·賴國際機場。

## 目的地
獅子航空總共飛航55個國內航點以及6個國際航點。另外，欧盟曾基于安全考虑，于2007年禁止飞往欧洲，直到2016年才解禁。

### 印度尼西亞國內

#### 爪哇島
- 萬隆 - 侯赛因·萨斯特拉内加拉国际机场
- 雅加達 - 蘇加諾－哈達國際機場[2]（總部）
- 三寶壟 - 艾哈迈德·雅尼国际机场[3]
- 梭罗 - 阿迪·苏马尔莫国际机场
- 泗水 - 朱安達國際機場 （樞紐）
- 日惹 - 阿迪苏吉普托国际机场
- 日惹 - 新日惹国际机场[4]

#### 加里曼丹
- 巴厘巴板 - 苏丹阿吉·穆罕默德·苏莱曼国际机场[5]
- 馬辰 - 沙姆斯丁·努尔国际机场
- 帕朗卡拉亞 - 吉利里乌机场
- 坤甸 - 苏巴迪奥国际机场[2][3][4][5][6]
- 打拉根 - 朱瓦塔国际机场

#### 小巽他群島
- 比馬 - 苏丹穆罕默德·萨拉胡丁机场
- 登巴薩 - 伍拉·賴國際機場
- 古邦 - 埃尔·塔里国际机场
- 馬塔蘭 - 龙目国际机场
- 大松巴哇 - 苏丹穆罕默德·卡哈鲁丁三世机场

#### 摩鹿加群島
- 安汶 - 巴蒂穆拉国际机场
- 特尔纳特 - 苏丹巴布拉机场
- 图阿尔 - 卡雷尔·萨德斯维图本机场
- 托贝洛 - 加马马拉莫机场

#### 新幾內亞
- 法克法克 - 法克法克托利亚机场
- 查雅普拉 - 仙谷国际机场
- 凯马纳 - 乌塔罗姆机场
- 纳比雷 - 纳比雷机场
- 索隆 - 多米尼克爱德华·奥索机场

#### 蘇拉威西
- 哥倫打洛 - 加拉鲁丁机场
- 肯達里 - 哈罗柳机场
- 望加錫 - 苏丹哈桑丁国际机场
- 萬鴉老 - 萨姆·拉图兰吉国际机场
- 帕盧 - 穆提亚拉西斯朱弗里机场
- 塔胡纳 - 纳哈机场
- 馬穆朱 - 坦帕巴当机场
- 科拉卡 - 桑吉亚·尼班德拉机场
- 巴務巴務 - 贝托阿姆巴利机场

#### 蘇門答臘
- 班達亞齊 - 苏丹伊斯坎达·穆达国际机场
- 占碑 - 苏丹塔哈机场
- 巴淡島 - 韩纳丁国际机场[6]
- 明古魯 - 法玛瓦蒂·苏加诺机场
- 棉蘭 - 瓜拉纳穆国际机场
- 巴东 - 米南加保国际机场
- 巨港 - 苏丹马赫穆德·巴达鲁丁二世国际机场
- 邦加檳港 - 德帕蒂·阿米尔机场
- 班達楠榜 - 雷丁·印甸二世机场
- 北干巴魯 - 苏丹谢里夫·卡西姆二世国际机场
- 丹戎檳榔 - 拉贾·哈吉·斐萨比里拉国际机场

### 國際
- 马来西亚
  - 吉隆坡、檳城
- 新加坡
  - 新加坡
- 越南
  - 胡志明市
- 沙烏地阿拉伯
  - 吉達、麥地那
- 中国
  - 上海
  - 济南
  - 三亞

## 機隊

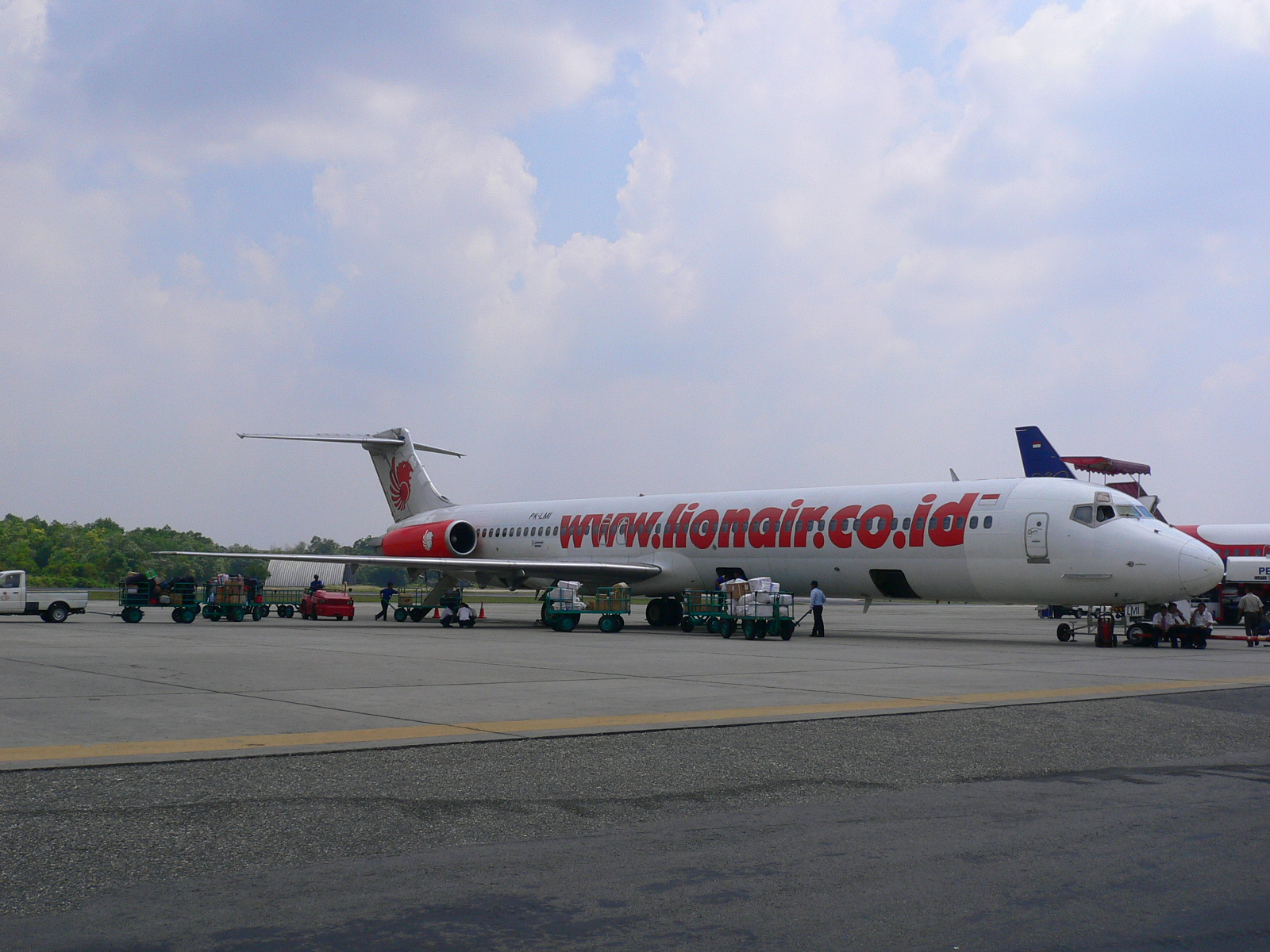
獅子航空 麥道MD-82

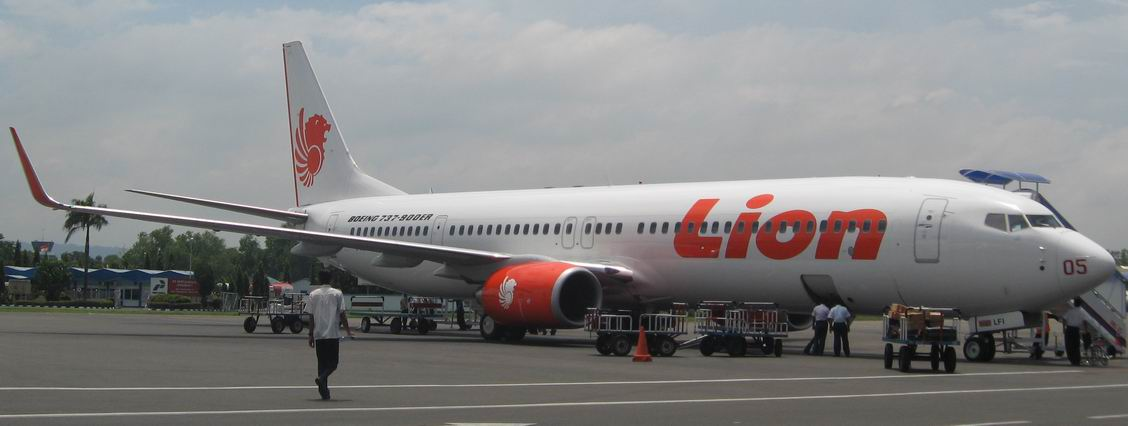
獅子航空 波音737-900ER

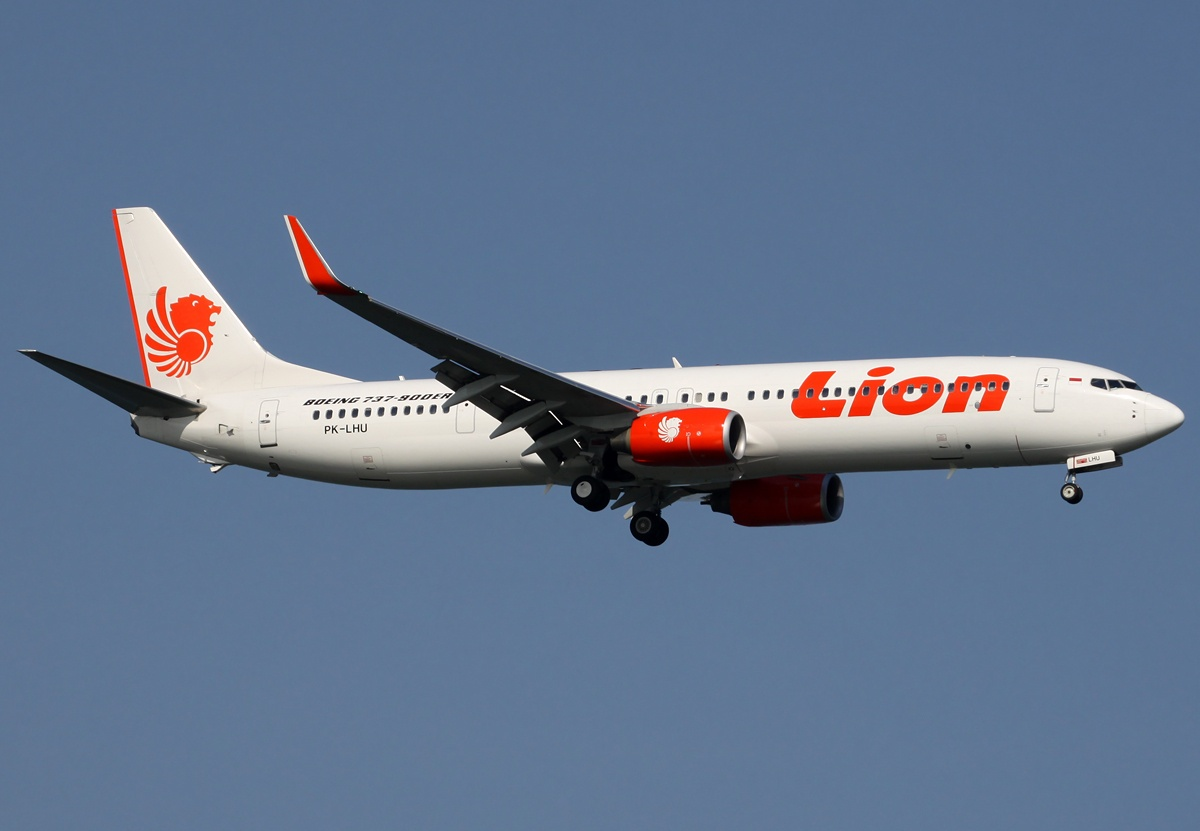
獅子航空 波音737-900ER在新加坡樟宜機場

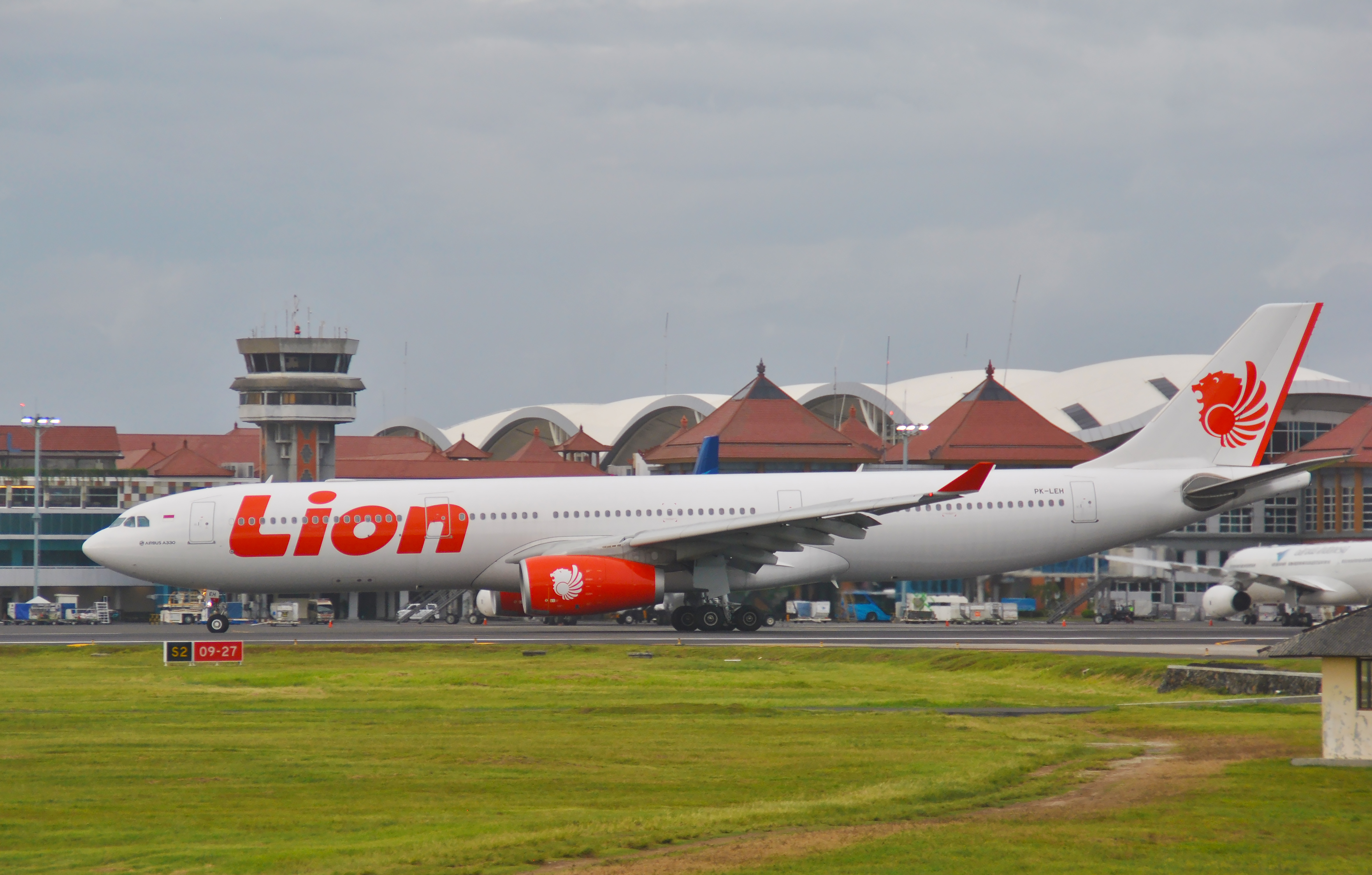
獅子航空 空中巴士A330-300在伍拉·賴國際機場

截止2022年7月，獅子航空機隊平均機齡為9.3年。
狮子航空近年积极扩充机队，订购多架波音及空中巴士飞机。2012年2月狮子航空以224亿美元，向波音订购201架研发中的737 MAX机型，以及29架737-900机型。

## 已退役機型

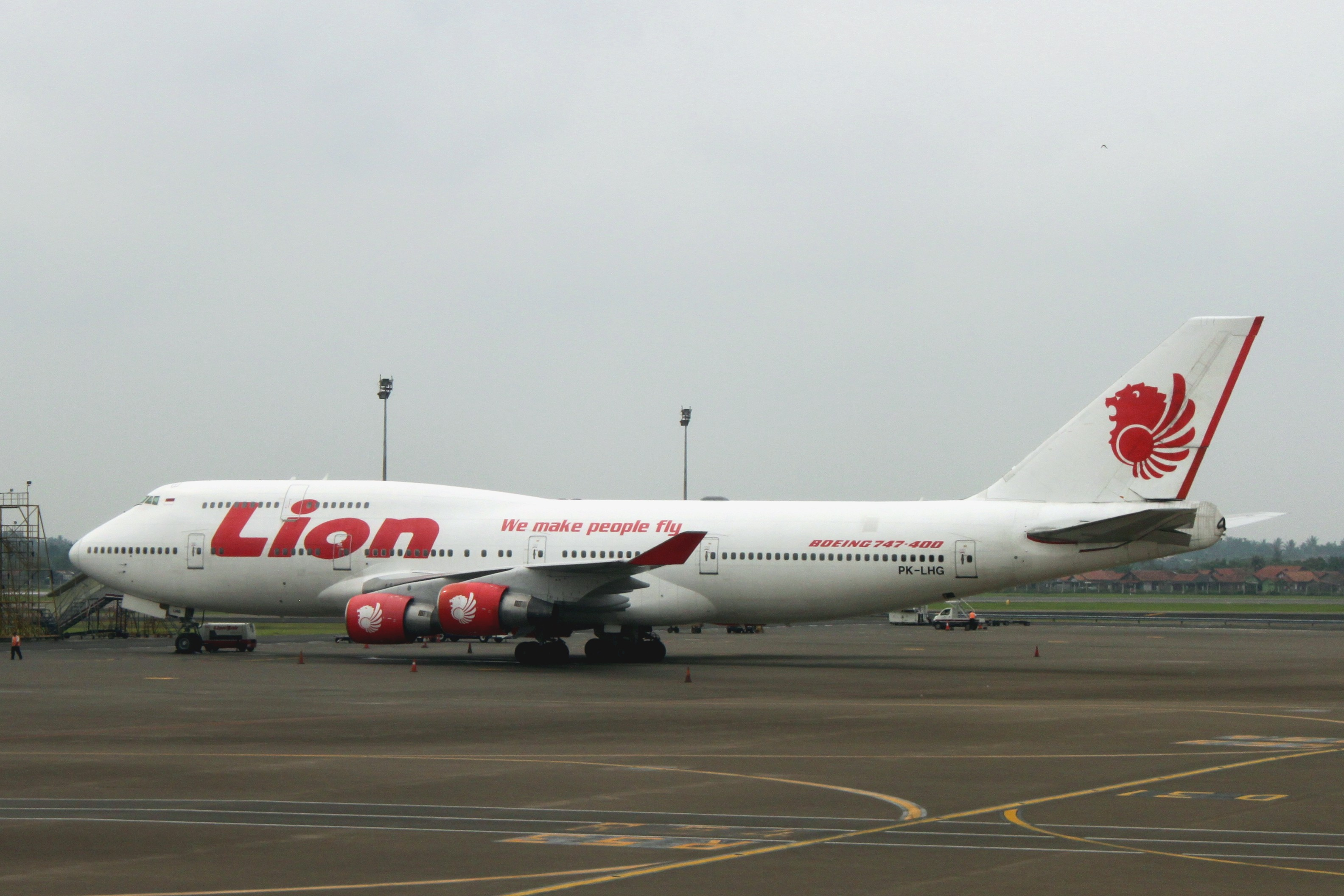
已退役的獅子航空 波音747-400在蘇加諾-哈達國際機場

## 事故与意外
- 2004年11月30日，獅子航空538號班機（英语：Lion Air Flight 538），一架麥道MD-82客机坠毁在梭罗，25人死亡。[11]
- 2013年4月13日，一架波音737客機於峇里登巴薩伍拉·賴國際機場準備降落時墮海，造成45人受傷。[12]
- 2018年10月29日，一架執行獅子航空610號班機的波音737 MAX 8客机，預定上午從雅加達的蘇加諾-哈達國際機場飛往邦加島的邦加檳港，不料在起飛13分鐘後於加拉璜海面墜毀，機上載有189人，全部遇難。[13][14]